# Cyproniscus peruvicus
Cyproniscus peruvicus är en kräftdjursart som beskrevs av Menzies och George 1972. Cyproniscus peruvicus ingår i släktet Cyproniscus och familjen Cyproniscidae.
Artens utbredningsområde är havet utanför Peru. Inga underarter finns listade i Catalogue of Life.